# 巴基斯坦色情作品
巴基斯坦色情作品目前属于非法，违反该国多种法律。自2011年11月以来，巴基斯坦政府已完全禁止了包含色情内容的网站。

## 历史
2011年9月之前，在巴基斯坦，互联网色情内容可以不受审查制度影响，而被所有人访问。许多年轻人去網咖付费观看色情作品。然而，2011年11月，巴基斯坦电信管理局（PTA）决定开始对色情网站进行屏蔽。
2011年9月，一名自称来自巴基斯坦的黑客破坏了巴基斯坦最高法院的官方网站，以引起关注，并呼吁首席大法官封锁并禁止访问该国的互联网色情内容。2011年10月，巴基斯坦电信管理局（PTA）的网站也遭到了同一位黑客的攻击，并提出了相似的要求，即全面禁止所有含有色情材料的网站。
2011年11月，PTA宣布它禁止了巴基斯坦最常用的1,000个色情网站，以遏制色情产业。2012年的一份报告称，随着该国许多色情网站被禁止，一些人开始转向卡拉奇彩虹中心等处购买色情DVD。该中心长期以来一直是巴基斯坦最大的盗版视频和CD的发行中心。

## 儿童色情
在巴基斯坦，儿童色情也是非法的。根据巴基斯坦法律，涉嫌参与儿童色情和儿童性虐待的主犯将被判处7年监禁和7,000美元罚金。惩罚措施不久后上涨为14到20年监禁和100万巴基斯坦卢比罚金。巴基斯坦还设有用以打击境内儿童色情制品的网络部门。该部门由一个含40名成员的团队和一名主管官员组成，与巴基斯坦国家数据库与注册局（NADRA）和巴基斯坦电信管理局（PTA）协同工作。
在出台有关儿童色情制品的法律之前，巴基斯坦已批准了《联合国儿童权利公约议定书》中关于儿童买卖，儿童卖淫和儿童色情制品的部分。